# Der Indianer-Club
Der Indianer-Club war eine Fernsehsendung für Kinder, die von 1964 bis 1971 in der westdeutschen ARD als Bastelsendung ausgestrahlt wurde. Moderiert wurde sie von Erhard Reis.

## Inhalt
Der alternative Titel lautete Wir basteln im Indianer-Club. Von Juli 1966 bis Januar 1967 hieß die Serie dann Der Cowboy-Club. Vor dem Hintergrund der in jener Zeit beliebten Karl-May-Verfilmungen, war das Format ausgelegt als Bastelsendung für Indianer- oder später Cowboykostüme mit entsprechender Ausrüstung. Die 17 halbstündigen Folgen liefen dienstags in lockerer Folge in der sogenannten Kinderstunde im ARD-Vorabendprogramm. Der Cowboy-Club wurde hingegen donnerstags ausgestrahlt.

## Weblink
- Eintrag bei fernsehserien.de